# رومان (رومانی)
شهر رومان (به رومانیایی: Roman, Romania) در شهرستان نئم در کشور رومانی واقع شده‌است. جمعیت این شهر ۶۹٬۴۸۳ نفر  است.